# 牛坊天主堂
牛坊天主堂，全名天主教北京教区牛坊耶稣圣心堂，位于北京市大兴区长子营镇牛坊村，隶属天主教北京教区。

## 简介
牛坊天主堂位于长子营镇牛坊村东北端，和通州区界距离约3公里。天主教在清末民初传入牛坊地区。起初在当地建立了几间普通的房屋。1919年春夏之交，法国遣使会会士孙神父、佟神父领导新建了高30多米、长约40多米、宽15米多的天主教堂，整个建筑磨砖对缝，蓝瓦，木制结构。文革期间，该教堂被拆毁。
改革开放后，宗教政策获得落实，1987年重建了新的教堂。教堂高8米、长27米、宽9米，可容100多人。但因教友增加，教堂年久失修，所以在2001年由北京市宗教局出资30万元人民币，德国民爱组织资助16万元人民币，教友、神父及北京市其他各堂区捐款9万元人民币，在当地村镇领导的支持下，建设了新的教堂。2001年3月初动工，同年7月初完工。新教堂高16米、长34、2米、宽15米，铝合金窗户、轻型彩钢板屋顶、可容300多人。2001年12月15日，北京教区牛坊堂举行圣堂典礼，北京教区傅铁山主教主持圣堂礼仪。2015年11月7日，经过一年多装修改造的教堂，举行了教堂祝圣典礼，由李山主教主持感恩祭。这次装修改造中，修盖了教堂二楼福传中心、唱经组更衣室、儿童组更衣室，并完善了教堂内的硬件：增加76条新跪凳、6个液晶屏幕、玻璃彩绘、圣像、圣体柜等。
牛坊堂区是北京市圣召最多的堂区，北京教区主教李山就出自本堂区。从1987年重建至2015年，本堂区已历任七位本堂神父：杨科神父、郭四廷神父、卞寅神父、郭文武神父、贺斌神父、肖恩孝神父、刘哲神父。

## 主任司铎
1. 杨科神父（？—？）
2. 郭四廷神父（？—？）
3. 卞寅神父（？—？）
4. 郭文武神父（？—？）
5. 贺斌神父（？—？）
6. 肖恩孝神父（2011年2月—2014年9月，同时负责采育祈祷所牧灵工作）
7. 刘哲神父（2014年9月—，同时负责采育祈祷所牧灵工作）[3][4]

## 附：采育祈祷所
采育祈祷所位于北京市大兴区采育镇。采育镇早年有天主堂，但在中华人民共和国初期被毁。1980年代，采育镇的一家教友们腾出一块地，为教会修建了一座祈祷所，即采育祈祷所。自此，孙尚恩神父便经常从北京城里来采育送弥撒。北京教区傅铁山主教得知后，也曾来采育祈祷所看望教友，并亲自过问在采育重建教堂的事宜。21世纪初，当年修建采育祈祷所的家庭的后人王敏教友出任大兴区天主教爱国会秘书长，继续配合北京教区力推在采育重建教堂的工作。截至2016年，除了教堂地址有待选定获批，其他准备工作业已完成。采育祈祷所在21世纪初隶属牛坊堂区。